# L'Homme qui n'aimait pas les armes à feu
L'Homme qui n'aimait pas les armes à feu est une série de bande dessinée française, scénarisée par Wilfrid Lupano, et dessinée par Paul Salomone. Dans un cadre western, elle traite sur un ton humoristique, les questions historiques du Deuxième amendement (droit de port d'armes), de l'esclavage et des Amérindiens aux États-Unis.

## Albums
1. Chili con carnage, 2011  (ISBN 978-2-7560-1807-2)
2. Sur la piste de Madison, 2013  (ISBN 978-2-7560-2646-6)
3. Le mystère de la femme araignée, 2014  (ISBN 978-2-7560-3355-6)
4. La loi du plus fort, 2017  (ISBN 978-2-7560-6548-9)